# Tervassuanto
Tervassuanto är en sjö i Gällivare kommun i Lappland och ingår i Kalixälvens huvudavrinningsområde. Tervassuanto ligger i Kaitum fjällurskog Natura 2000-område.